# Sioe Haioti
Sioe Haioti, nacida el 31 de marzo de 1985, es una deportista niueña que compite en Halterofilia.
Haioti compitió en los Juegos de la Mancomunidad de 2006. Ocupando el quinto puesto en la combinada femenina de 75 kg+ al levantar 214 kg.
Haioti también participó en el Campeonato Mundial de Halterofilia de 2005.